# Barry Douglas (fotbalista)
Barry Douglas (* 4. září 1989, Glasgow, Skotsko, Spojené království) je skotský fotbalový obránce, v současnosti hráč klubu Konyaspor.
Mimo Skotsko působil na klubové úrovni v Polsku.

## Klubová kariéra
- Livingston FC (mládež)
- Queen's Park FC (mládež)
- Queen's Park FC 2008–2010
- Dundee United FC 2010–2013
- Lech Poznań 2013–2016[1]
- Konyaspor 2016–[2]